# Cetatea Giurgiu
Cetatea Giurgiu (cunoscută și drept Cetatea/Cetățuia lui Mircea cel Bătrân) este un sit arheologic aflat pe teritoriul municipiului Giurgiu.
Este una dintre cele mai vechi construcții militare din Țara Românească. Se află în apropierea Bisericii Sf. Nicolae din Giurgiu. Situată pe o ridicătură de pământ care în trecut era înconjurată din toate părțile de apă, după construirea digului Dunării este lipită de acesta.

## Istorie
Prima mențiune documentară a localității și a cetății Giurgiului datează din 23 septembrie 1403, din vremea lui Mircea cel Bătrân. Cetatea avea rol defensiv împotriva Imperiului Otoman. A căzut în 1417, pe timpul sultanului Mehmed I, după lupte grele; în cursul aceluiași secol XV cetatea nu a rămas constant în posesiunea otomanilor, fiind pierdută în răstimpuri: în 1427 a fost cucerită de voievodul Dan II; s-a întors la otomani pe vremea lui Alexandru Aldea.
A fost cucerită din nou în 1445, pe vremea lui Vlad Dracul, alături de alte cetăți dunărene, în colaborare cu oștile cruciate ungurești, italiene și burgunde. Conducătorul militar al burgunzilor, Waleran de Wavrin i-a descris-o unchiului său, cronicarul Jean de Wavrin. Din cronică citire:
în insula Giurgiului [...] se înălța un prea puternic și tare castel, pătrat în patru laturi mari de zid, în colțul fiecărui zid avînd cîte un turn destul de gros, tot pătrat, dintre care cel mai mic era mai mare și mai tare decît cel de la castelul Turtucaia și tot la fel zăbrelite și prevăzute cu construcții de lemn. Și mai avea de către țărm, două mici laturi de zid, care plecau de la castel pînă la numitul țărm și la capătul acestora erau iarăși două turnuri, de asemenea întărite cu lemn ca și celelalte [...] Turnurile și zidurile n-aveau de loc ieșiri în partea de jos [...] toate cele patru turnuri erau masive, mai bine de 24 picioare înălțime» (circa 8 m).
Pentru a cuceri clădirea, burgunzii au dat foc întăriturilor de lemn, Vlad Dracul intervenind la căpetenia lor Renault de Comfide pentru a opri distrugerea. În cursul aceluiași an voievodul Țării Românești cerea ajutor negustorilor din Brașov. Orișicum în 1449 cetatea a trecut din nou la otomani, acolo așezându-și tabăra beilerbeiul Rumeliei. Vlad Țepeș a cucerit cetatea și a incendiat-o în 1461, dar localitatea s-a întors repede în stăpânirea otomanilor. Călătorul Pierre Lescalopier descria în 1575 Giurgiul drept un sat mare în care locuiesc turci și români, în apă aflându-se un turn pătrat și ruinele unei fortărețe.
Când Mihai Viteazul s-a răzvrătit împotriva puterii suzerane, prima cetate atacată a fost Giurgiul, la 15 noiembrie 1594. Deși a fost prădat și devastat orașul, cetatea s-a menținut cu ajutor de la Rusciuc. Un an mai târziu, în octombrie 1595, valahii cu ajutor unguresc și toscan au dobândit cetatea. Conform căpeteniei ostașilor toscani (Silvio Piccolomini), cetatea era formată din 5 turnuri masive înconjurate de ziduri groase, de aceeași înălțime. Alipite erau două incinte protejate de turnuri și ziduri mai mici, una spre apă, cealaltă plasată diametral opus, în jurul porții. Cetatea era legată de malul turcesc printr-un pod de bărci, care a fost distrus în atac.
Ultima încercare românească de cucerire i-a aparținut lui Mihnea al III-lea, care nu a întâmpinat opoziție semnificativă din partea orașului după ce îl învinsese pe Gian Asland, pașă de Silistra. În 1770, în timpul Războiului Ruso-Turc (1768–1774), rușii au ars orașul, însă cetatea a mai rezistat un an, fiind dotată cu 80 de tunuri și 10.000 de soldați.
Rușii au început clădirea unei fortărețe moderne pe țărm, în dreptul insulei; turcii au continuat întreprinderea după război. Cetatea a sfidat atacul austriac din 1790. În timpul Războiului din 1806-1812, rușii au putut cuceri fortăreața doar după căderea Rusciucului. În timpul asediului cetatea veche a rămas neocupată, forțele de apărare fiind concentrate în fortăreață. În urma Păcii de la Adrianopol cetățile dunărene printre care și Giurgiul au revenit Țării Românești.
Zidurile cetății se păstrau până la mijlocul secolului XIX, când au fost dezmembrate aproape cu totul, în goana oamenilor după materiale de construcție. Însuși locul cetății a ajuns cunoscut drept „la vărărie”, datorită cuptoarelor aflate acolo pentru arderea varului. Ruinele au fost dezvelite începând cu toamna anului 1955, săpăturile fiind făcute de Muzeul Național de Antichități, în colaborare cu Muzeul raional din Giurgiu, cu sprijin material din partea Sfatului Popular al regiunii București.